# Erebus luzonica
Erebus luzonica là một loài bướm đêm trong họ Erebidae.